# La Chaîne de l'espoir
 (octobre 2021).
Pour les articles homonymes, voir CDE.
La Chaîne de l’espoir a été créée sous l’égide de Médecins du monde par le professeur Alain Deloche à partir de 1988 et devient une association humanitaire indépendante d’intérêt général en 1994. Elle est aujourd’hui présidée par le Dr Éric Cheysson (chirurgien vasculaire au centre hospitalier de Pontoise).
Cette ONG a pour vocation de renforcer les systèmes de santé pour donner à chacun et en particulier aux enfants les mêmes chances de survie et de développement.
Elle intervient dans 33 pays par une approche globale, centrée sur l’enfant mais également sur les mères et les communautés défavorisées :
- prévention et dépistage dès le plus jeune âge, notamment dans le cadre de programmes de santé scolaire ;
- soin et chirurgie, afin de répondre aux besoins les plus urgents des enfants et de leurs mères ;
- formation et transferts de compétences aux équipes locales grâce à son réseau international d’experts dans tous les domaines de la chirurgie ;
- construction et équipement de structures hospitalières adaptées aux besoins locaux.

## Actions

### Opérer
La Chaîne de l’espoir est un réseau d’excellence[Quoi ?][réf. nécessaire] et d’expertise médico-chirurgicales engagé dans l’accès aux soins enfants les plus pauvres de pays ne disposant pas de moyens techniques et humains pour les soigner. En 2019, 235 000 enfants ont été soignés et 4 400 opérés.
En plus des enfants soignés dans leur pays grâce aux missions envoyées sur le terrain, plusieurs dizaines d’enfants viennent se faire soigner en France dans le cadre du programme « Soins aux enfants en France ». Ces enfants, inopérables dans leur pays, sont accueillis dans une des dix-huit antennes régionales de La Chaîne de l’espoir par des familles d’accueil bénévoles pour être opérés au sein d’une des structures hospitalières françaises. En France ou dans leur pays, ils sont soignés dans des structures construites par La Chaîne de l’espoir.

### Former
La Chaîne de l’espoir transmet savoirs et expertise aux équipes médicales locales par des formations pratiques et théoriques en France ou dans leur pays, afin qu’elles soient autonomes pour soigner elles-mêmes leur population.
Chaque mission de La Chaîne de l’espoir permet ainsi aux praticiens étrangers d’échanger et de former les personnels de santé locaux. Outre le volet de formation que comporte chaque mission, des programmes entiers destinés à la formation ont été mis en place, comme le programme d’appui au diplôme d’études spécialisées (DES) en chirurgie pédiatrique en Afrique de l’Ouest ou du Post Graduate Medical Education (PGME) en Afghanistan.
Cet échange de savoirs se fait également à travers le programme « La Chaîne du savoir ». Depuis 2015, ce programme permet la formation médicale via les nouvelles technologies. C’est le cas du projet ECHOES qui met en contact praticiens français et locaux lors de séances d’échographies à distance et en direct.

### Construire et équiper
La Chaîne de l’Espoir construit et équipe des hôpitaux : l'Institut du cœur de Maputo, Mozambique (juillet 2001), le département de cardiologie de l’hôpital Calmette de Phnom Penh, Cambodge (novembre 2001), le Centre cardio-pédiatrique Cuomo de Dakar, Sénégal (2017), l'Institut médical français pour l'enfant à Kaboul, Afghanistan (2005), et l'unité cardio-pédiatrique André Festoc du centre hospitalier mère-enfant - Le Luxembourg à Bamako, Mali (2018). La Chaîne de l’Espoir apporte également son expertise dans la construction de structures comme elle le fait en Côte d'Ivoire avec la construction de l’hôpital mère-enfant de Bingerville.

### Transferts et accompagnements
La Chaîne de l'Espoir met également en place des programmes d'accompagnement des enfants hospitalisés qui ne peuvent être accompagnés par leurs parents. Les bénévoles recrutés par l'association sont alors affectés à un seul enfant et sont chargés de les visiter plusieurs fois par semaine. Ils aident également les familles à faire le lien entre les jeunes patients et le personnel médical.

### Favoriser l'accès à l'éducation
La Chaîne de l’Espoir intervient également dans le domaine de l’éducation avec des programmes d’appui à la scolarisation des enfants et à la formation des enseignants, amélioration des conditions de l’accueil des enfants dans les structures scolaires, éducation à la santé, accueil dans des maisons et des centres d’accueil de jour. Les pays d’intervention sont l’Inde, Haïti, le Népal, la Thaïlande et le Togo. Un programme était également en place en Afghanistan jusqu’en 2013.

### Intervenir en urgence
La Chaîne de l’Espoir met son expertise au service des enfants victime de catastrophes humanitaires. Elle envoie des équipes médicales, chirurgicales, des médicaments, du matériel :
- 2012 : explosion Brazzaville, République du Congo ;
- 2010 : séisme à Haïti ;
- 2015 : séismes au Népal ;
- 2015 : afflux de réfugiés à Lesbos, Grèce et en Europe de l’Est ;
- depuis 2013 : Kurdistan irakien.

Ces interventions d’urgence sont également l'occasion d’initier des actions de plus long terme comme ce fut le cas en Haïti ou au Kurdistan, où des blocs opératoires ont été réhabilités par La Chaîne de l’espoir, ce qui permet de continuer les missions dans ces pays. La mission de La Chaîne de l’Espoir en Haïti a été poursuivie avec l'ONG ALIMA. Ensemble, les deux organisations ont fourni un soutien logistique, technique et opérationnelle à la clinique privée Lambert de Port-au-Prince pour permettre à plus de 1 500 blessés de recevoir une intervention chirurgicale.

## Réseau international
La Chaîne de l’espoir intervient dans près de trente pays. Il existe des réseaux de La Chaîne de l’espoir dans différents pays : Belgique, Luxembourg, Royaume-Uni, Portugal, États-Unis, Israël, Brésil, Haïti, Liban, Iran et Colombie.
Des équipes chirurgicales internationales de haut niveau collaborent aux actions de La Chaîne de l’espoir : Espagne, Liban, Suède, etc.

## Gestion et Finances

### Bailleurs institutionnels
Les activités de La Chaîne de l’Espoir sont financées à hauteur de 20 % par des subventions publiques. Cet apport indispensable est rendu possible grâce à la collaboration de bailleurs institutionnels tels que l’Agence française de développement, le ministère des Affaires étrangères à travers le Centre de crise et de soutien, l’Union européenne à travers la Protection civile et opérations d’aide humanitaire européennes.

### Partenariats privés
La Chaîne de l’Espoir travaille en collaboration avec des partenaires privés. Ils accompagnent l’association grâce à des dons financiers, du mécénat de compétences ou des dons de produits. Elle noue également des partenariats avec des associations comme Tulipe qui donne du matériel médical et des médicaments . Ils peuvent également s’associer à La Chaîne de l’Espoir à l’occasion d’événements sportifs.

### Dons de particuliers
La majorité des ressources (54 %) dont bénéficie La Chaîne de l’Espoir provient de donateurs individuels. Ils permettent de financer des programmes de soins en France et à l’étranger.

### Legs, donations et assurance-vie
Les legs, les donations et les souscriptions à une assurance-vie représentent 15 % des ressources de l’ONG.

### Labels
La Chaîne de l’espoir est labellisée Le Don en confiance.

## Fonctionnement

### Bénévoles
La Chaîne de l’Espoir est forte d’un réseau de 18 antennes régionales, grâce auxquelles les activités de l’association et les actions de bienfaisance dont elle bénéficie peuvent avoir lieu dans toute la France.

### Familles d’accueil
Les familles d’accueil sur lesquelles s’appuie La Chaîne de l’Espoir permettent la venue d’enfants dans les hôpitaux français. Chaque année, ce sont près de 200 familles d’accueil qui permettent à plusieurs dizaines d’enfants de pays défavorisés d’être opérés dans les CHU français.

### Réseau médical
La Chaîne de l’Espoir s’appuie sur un réseau de près de 250 volontaires médicaux, paramédicaux et techniciens mobilisables lors de missions de courte ou de longue durée. Ils peuvent être français ou internationaux et sont les garants de la réussite et du professionnalisme de ces missions.

### Structures partenaires
La Chaîne de l’Espoir travaille de concert avec différents acteurs du paysage médical français. C’est le cas notamment de l’Assistance publique des hôpitaux de Paris (APHP) et des centres hospitaliers universitaires (CHU) sans lesquels les opérations d’enfants en France ne seraient pas possibles. Dans les pays où elle intervient, La Chaîne de l’Espoir coopère avec des acteurs locaux tels que des ONG ou des acteurs de la société civile.

## Personnalités
Mireille Darc était marraine de cœur de La Chaîne de l’Espoir. Elle soutenait l'association et se mobilisait régulièrement pour les enfants. En sa mémoire, le programme « Enfants à cœur – Mireille Darc » a été lancé en 2017 pour continuer à aider des enfants cardiaques du monde entier à se faire opérer. Des personnalités ont rejoint l'association en tant qu'ambassadeur.

## Publications
- 2001 : Que serais-je demain ? du collectif Les Voix de l'espoir avec Princess Erika, Amina, Nina Morato, Jocelyne Béroard, Lââm, Assia, K-Reen, Rokia Traore, Nicoletta, Carole Fredericks, Anggun et bien d'autres[évasif]
- Eric Cheysson et Michel Faure, Au cœur de l'espoir, éditions Robert Laffont, 2012.
- Eric Cheysson, L'arrogance du bistouri, éditions Hugo Doc., 2019.
- Alain Deloche, Comme un éléphant blanc, éditions Michel Lafon, 2005.
- Alain Deloche, Un éléphant blanc, ça ne change pas de couleur, éditions Michel Lafon, 2007.
- Alain Deloche Enfants à cœur, Le Cherche midi, 2009.